# Esteve de Tral·les
Esteve de Tral·les (en llatí Stephanus Trallianus, en grec antic Στέφανος) era el pare d'Alexandre de Tral·les. Possiblement va néixer a la ciutat de Tral·les a Lídia. Va viure a la segona meitat del segle v.
Va tenir quatre altres fills: Anthemius, Dioscorus, Metrodorus, i Olympius, tots els quals van ser eminents en les seves professions.